# Rauchstubenhaus Pichlhofen

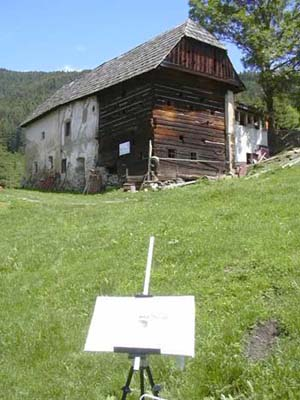
Rauchstubenhaus vor der Restaurierung (2004)

Das Rauchstubenhaus vulgo Giefer steht in der Ortschaft Pichlhofen in der Gemeinde Sankt Georgen ob Judenburg im Bezirk Murtal der Steiermark. Das Bauernhaus mit einer Rauchküche steht unter Denkmalschutz (Listeneintrag).

## Geschichte
Funde von Erz und Schlacke ums Haus zeugen von Bergbautätigkeit; da der Backofen für 30 Brotlaibe ausgelegt ist, wird angenommen, dass das Haus als Versorgungshaus für den Bergbau diente.
Das heutige Erscheinungsbild stammt weitgehend aus der Mitte des 17. Jahrhunderts. Das Haus war bis vor wenigen Jahrzehnten noch bewohnt und als Bauernhof in Verwendung. 

## Beschreibung
Die Anordnung der Räume mit Wohnkammern, Rauchstube und Wirtschaftsräumen sowie Backofen ist typisch für die ländliche Lebens- und Wohnform der Obersteiermark. Das Gebäude zeigt die im ländlichen Bereich lange üblichen historischen Baumaterialien und Bautechniken.